# Leon Lundmark
Leonard (Leon) Lundmark, född 28 maj 1875 i Mörlunda, Kalmar län, död 2 maj 1942 i Los Angeles, var en svensk-amerikansk marinmålare.
Lundmark studerade vid Tekniska skolan i Stockholm och arbetade efter studierna som yrkes- och dekorationsmålare i Stockholm. Han emigrerade 1906 till Amerika och bosatte sig i Chicago. Kort efter ankomsten började han ägna sig åt stafflimåleri och fick både uppmuntran och mecenater. Han gjorde sig så småningom känd som en skicklig marinmålare och var under sin verksamhetsperiod mycket produktiv. Han medverkade i ett flertal amerikanska samlingsutställningar och i den svensk-amerikanska utställningen i Göteborg 1923. Lundmark är förutom amerikanska museer representerad vid Smålands museum i Växjö.    